# Кульсары
Кульсары́ (каз. Құлсары) — город в Казахстане, административный центр Жылыойского района Атырауской области. Один из крупных в области центров нефтяного промысла.
Город расположен в 91 км от реки Эмбы и в 230 км к востоку от областного центра  города Атырау.

## Население
| Численность населения | Численность населения | Численность населения | Численность населения | Численность населения | Численность населения | Численность населения |
| 1959                  | 1970                  | 1979                  | 1989                  | 1991                  | 1999                  | 2004                  |
| --------------------- | --------------------- | --------------------- | --------------------- | --------------------- | --------------------- | --------------------- |
| 12 749                | ↗16 427               | ↗19 731               | ↗32 652               | ↗35 400               | ↗38 518               | ↗43 588               |
| 2005                  | 2006                  | 2007                  | 2008                  | 2009                  | 2010                  | 2011                  |
| ↗45 244               | ↗47 123               | ↗48 642               | ↗49 974               | ↗51 097               | ↗51 945               | ↗52 999               |
| 2012                  | 2013                  | 2014                  | 2015                  | 2018                  | 2019                  |                       |
| ↗53 740               | ↗54 711               | ↗55 530               | ↗56 502               | ↗59 593               | ↗60 472               |                       |

## История
Основан в 1937 году как посёлок нефтяников в связи с обнаружением крупных запасов нефти и газа. Освоение месторождения началось в 1938-1940 годах. В 1941 году рабочий посёлок. С 1954 года районный центр. В 1986 году произошла авария на Тенгизском месторождении для устранения которой потребовалось применить подземный ядерный взрыв. Позже город Кульсары стал нефтяным центром Казахстана

## Экономика
Железнодорожная станция на линии Макат — Бейнеу. В Кульсары ведётся добыча нефти: в 40 км на запад от города расположено Айранкольское нефтяное месторождение.
По данным на середину 2000-х годов, в городе действовали предприятия «Тенизмунайгаз», Кульсаринское нефтегазовое управление, районное управление газопровода «Средняя Азия — Центр», крупная нефтяная база и другие.
Сюда переселили жителей посёлка Сарыкамыс, согласно постановлению Правительства Республики Казахстан из-за резкого ухудшения экологической ситуации в результате аварий и плановых выбросов завода «Тенгизшевройл» на месторождении «Тенгиз».

## Достопримечательности
- В окрестностях Акмешит расположена одна из четырёх мечетей, построенных Бекетом из рода адай[4]
- Мечеть Дуйсеке, построенная Дуйсеком Данлыкулы из рода таз. Мечеть расположена в центре родового кладбища в Кульсары[5]
- Памятник в честь погибших во время Великой Отечественной войны, Вечный огонь

## Галерея

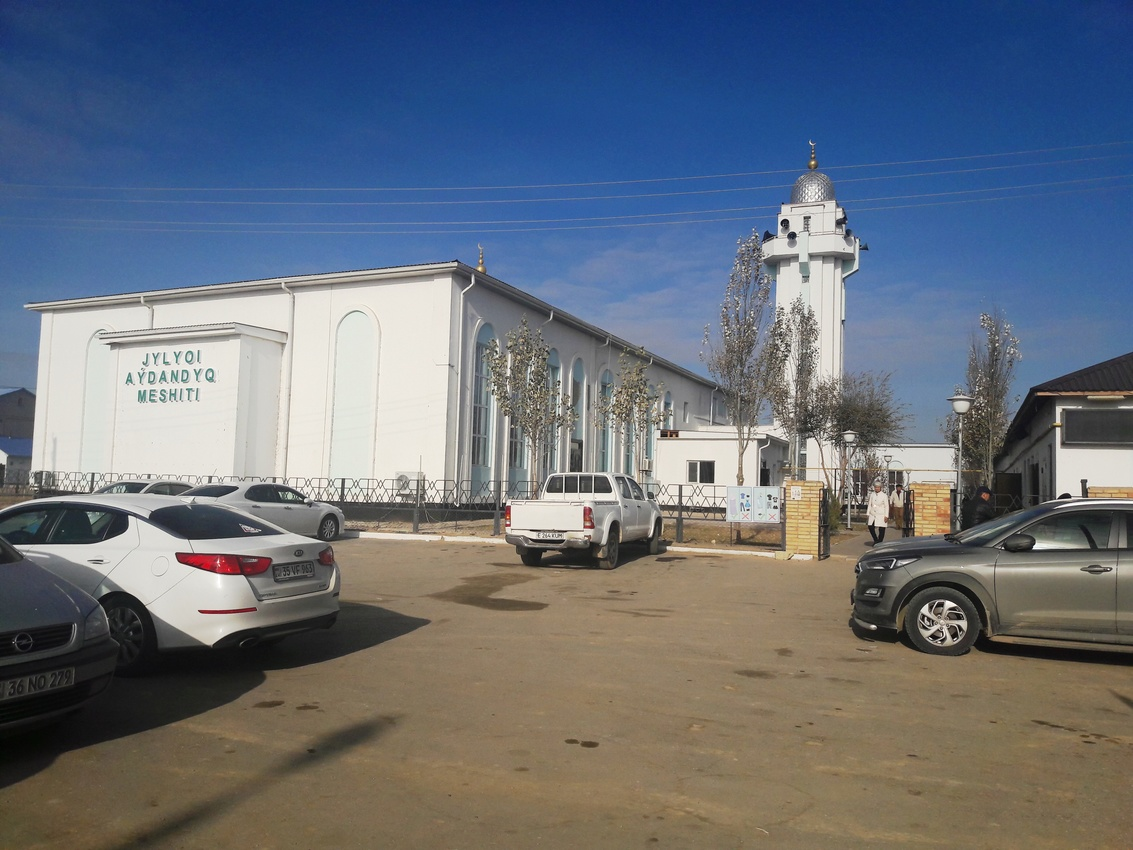
Мечеть
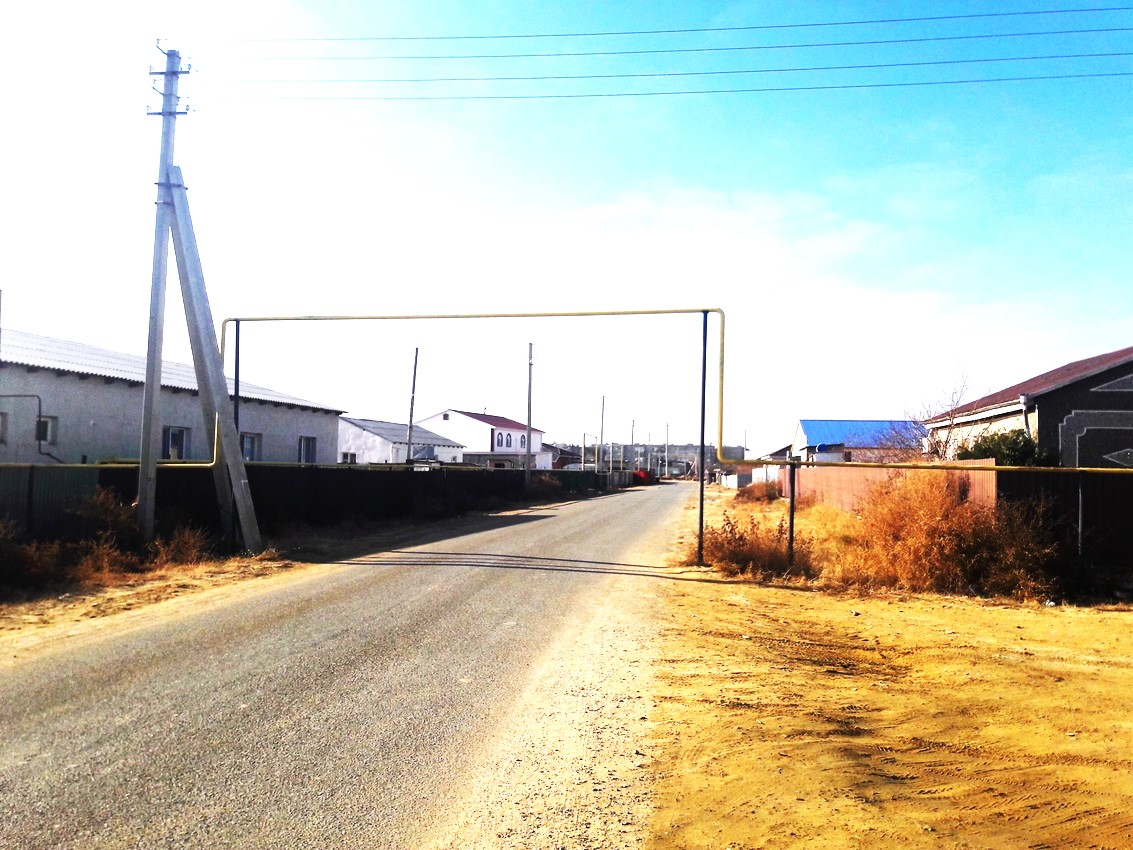
Кульсары
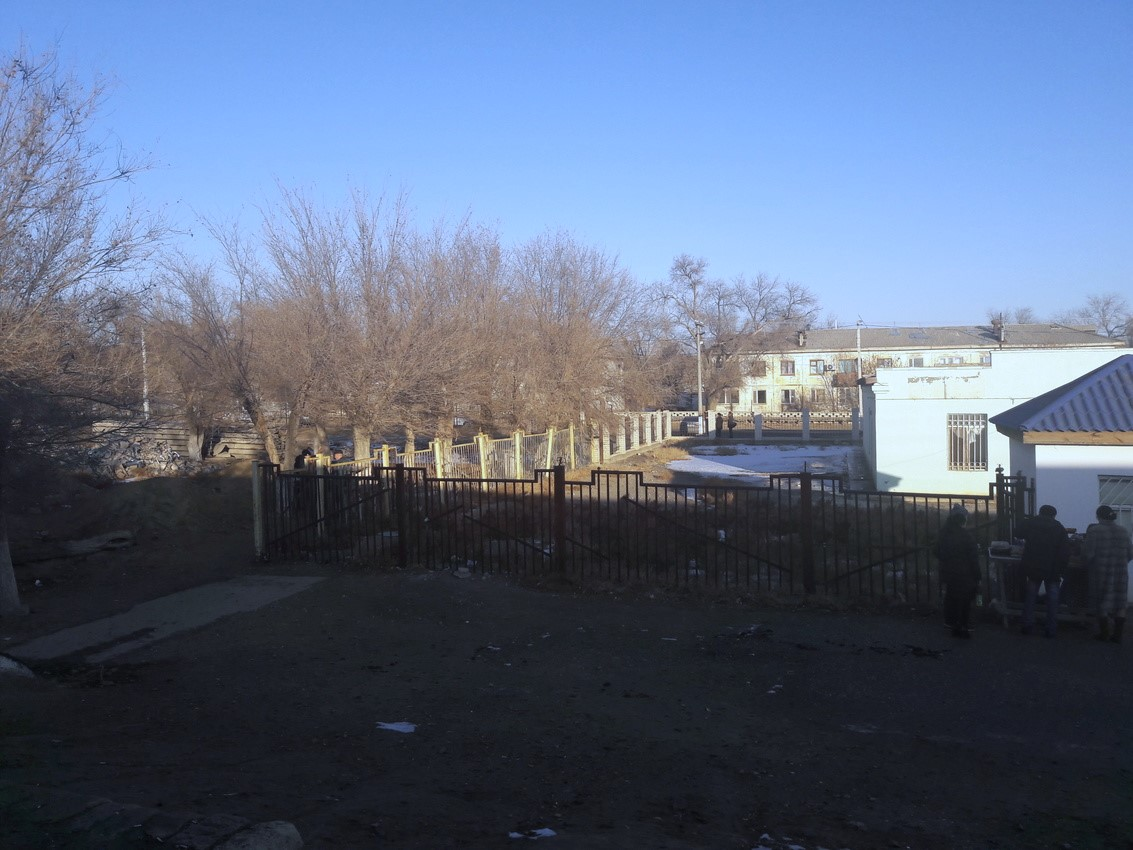
Ночной вид около железнодорожного вокзала